# Katinguelê
Katinguelê é um conjunto musical brasileiro de samba, da vertente pagode, formado em São Paulo na primeira metade da década de 1980.

## História
O grupo teria surgido no bairro de Cidade Dutra, na zona sul de São Paulo, entre 1983 e 1985 e passou a se apresentar em casas noturnas da capital paulista.
Com a ascensão do subgênero pagode romântico entre o final da década de 1980 e início da década de 1990, o Katinguelê teve uma oportunidade de aparecer na indústria fonográfica a partir do samba “Um Doce Sabor”, que integrou o LP "Chopapo", uma coletânea de vários artistas lançada pelo selo independente homônimo em 1992. O sucesso nas rádios paulistanas impulsionou o grupo a gravar, pela própria Chopapo Discos, seu primeiro álbum de estúdio, "Bem no íntimo", cujo destaque foi a faixa-título, de autoria de Salgadinho.
Dois anos depois, foi lançado pela Chopapo Discos o LP "Meu recado", o segundo de estúdio do Katinguelê, que atingiu a marca de 100 mil cópias.
Em 1996, de contrato assinado com a gravadora EastWest da Warner, lançaram o álbum "No compasso do criador", que atingiu a marca 700 mil cópias oficiais e rendeu sucessos comerciais como "Nosso momentos", "Ainda resta uma bagagem", "Minha felicidade", "Saudade da rainha viola" e a faixa-título, todos sambas de autoria de Salgadinho, Mita e Papacaça.
No ano seguinte, foi a vez do lançamento do quarto álbum de estúdio, Mundo dos Sonhos, que vendeu 250 mil cópias.
Em 1998, com álbum Na Área, o quinto de estúdio do Katinguelê, o grupo paulista atingiu mais uma vez a marca de 250 mil cópias vendidas, puxada pelo sucesso do samba "Inaraí".
Principal nome do Katinguelê, o músico Salgadinho deixou o grupo em 2001 para seguir a carreira solo. Ele chegou a se reintegrar ao grupo brevemente no final da década de 2000, mas logo o deixou  para seguir sua própria carreira artística.

## Discografia
- 1992 – Bem No Íntimo
- 1994 – Meu Recado[nota 2]
- 1996 – No Compasso do Criador[nota 3]
- 1997 – Mundo dos Sonhos[nota 4]
- 1998 – Katinguelê Na Área[nota 5]
- 1998 – 15 Anos ao Vivo
- 2000 – Venha Matar Saudade
- 2004 – O Show Vai Começar - Ao Vivo
- 2008 – A Volta (Ao Vivo)
- 2012 – Por Amor
- 2015 – Essência
- 2018 - Um Novo Tempo
- 2022 - Pagode do Katinguelê, Vol.1 (Ao Vivo)
- 2022 - Pagode do Katinguelê, Vol.2 (Ao Vivo)
- 2022 - Acústico do Katinguelê
- 2023 - Katinguelê no Estúdio ShowLivre (Ao Vivo)
- 2025 - Ensaio

## Integrantes
- Udi[nota 6] – pandeiro
- Téo – percussão
- Jejé - Coro e Tantan
- Jorginho - Voz e Cavaco
- Murillo - Voz e Banjo

### Ex-integrantes
- Mário - repique de mão
- Gui - vocal e cavaquinho
- Salgadinho – vocal e cavaquinho
- Juninho do Banjo - vocal e banjo
- Breno – violão e vocal
- Diguinho – vocal
- Pedrinho Dias - vocal, banjo e cavaquinho
- Nino - coro e tantan